# 벽라교
벽라교(碧羅橋)는 해방 전 평양에 있었던 다리로, 능라도(綾羅島, 릉라도)의 수원지에서 평양 시내에 수도물을 공급하는 대형 수도관을 부설한 다리이다. 통칭 수도국 다리로 불렸다.

## 역사
일제강점기에 촬영된 사진을 보면 모란봉(牡丹峰) 쪽에서 능라도(綾羅島)와 연결하는 다리가 나오는데, 능라도 수원지에서 정제된 물을 평양시내에 공급하기 위해 대형 수도관을 부설한 다리였다.
다리의 정확한 건설 연도는 알려져 있지 않으나, 능라도 수원지에서 물을 공급하기 시작한 것이 1910년부터이므로 그때 처음 부설된 것으로 추정된다. 1918년 신문기사에 벽라교(碧羅橋)라는 명칭이 보인다. 일각에서는 이 다리가 청류벽(淸流壁)과 능라도(綾羅島)를 연결하는 다리라서 벽라교(壁羅橋)라고 했다고 하나, 해방 전 신문기사들에는 벽라교(碧羅橋)로 나오므로, 부벽루(浮碧樓)와 능라도(綾羅島)에서 따온 이름일 수도 있는 것 같다. 일반에서는 통칭 수도국(水道局) 다리로 불렸으며, 수도교(水道橋)라고도 했다. 차량 통행은 불가능했고, 수도국 직원들이 능라도를 출입하던 통로로도 이용된 것으로 보인다.
이 다리는 미군이 작성한 1946년 지도와 1949년 사진에도 나와 있으나, 오늘날에는 없다. 당시는 벽라교가 서평양에서 능라도로 출입하는 유일한 통로였으나, 지금은 능라도와 대동강 양안을 가로지르는 다리로 1988년에 준공된 능라교, 1995년에 준공된 청류교가 있다. 수원지 정수장은 이전한 것으로 보인다.

## 갤러리

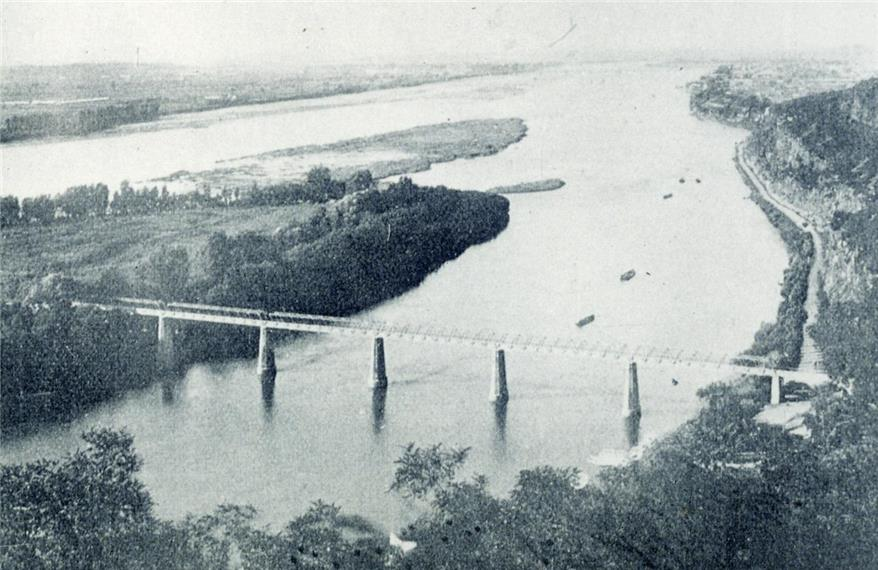
벽라교(碧羅橋)와 능라도(綾羅島)의 1910년 사진
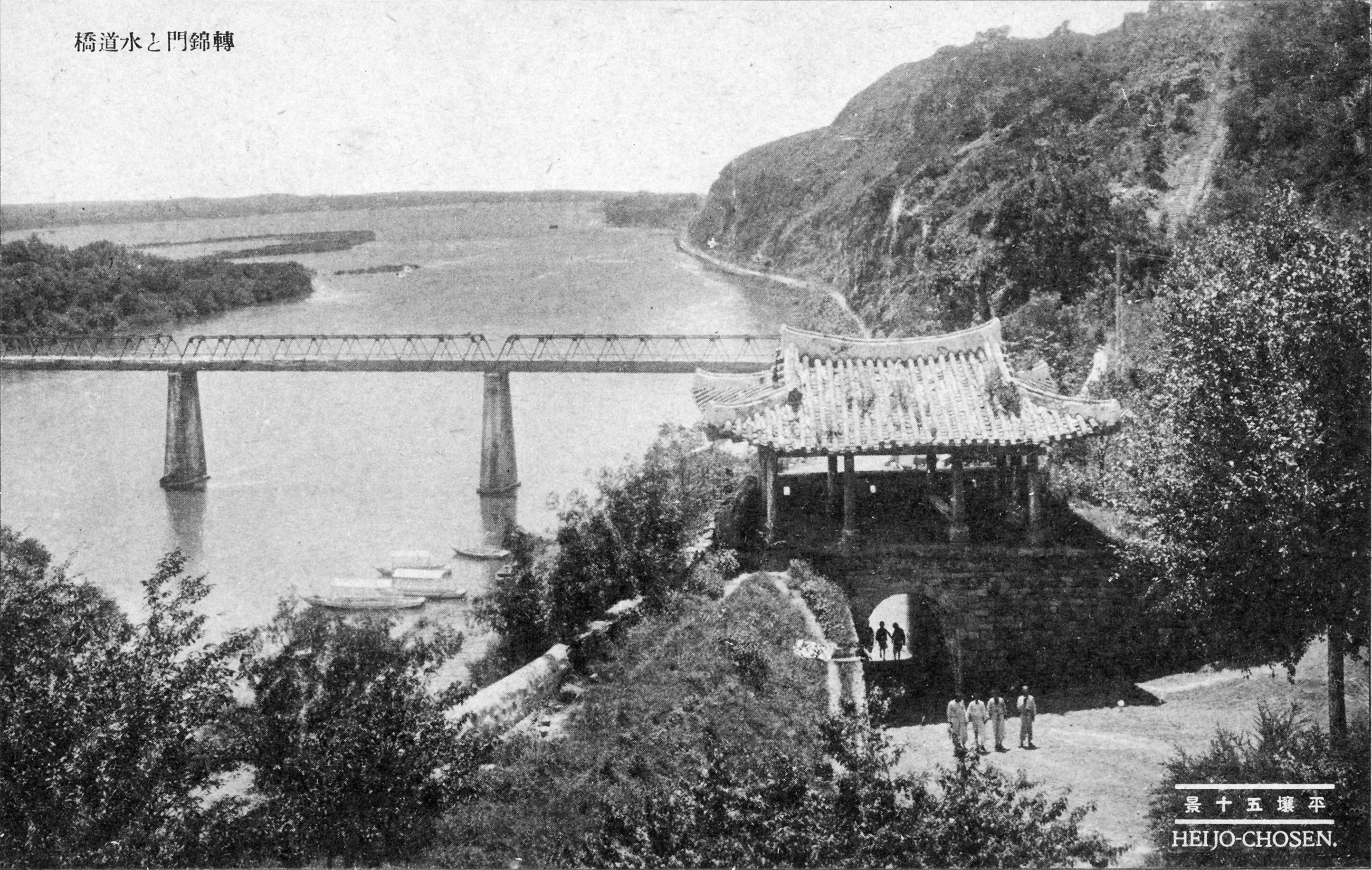
전금문과 수도교(轉錦門と水道橋). 수도교가 벽라교(碧羅橋)이다.
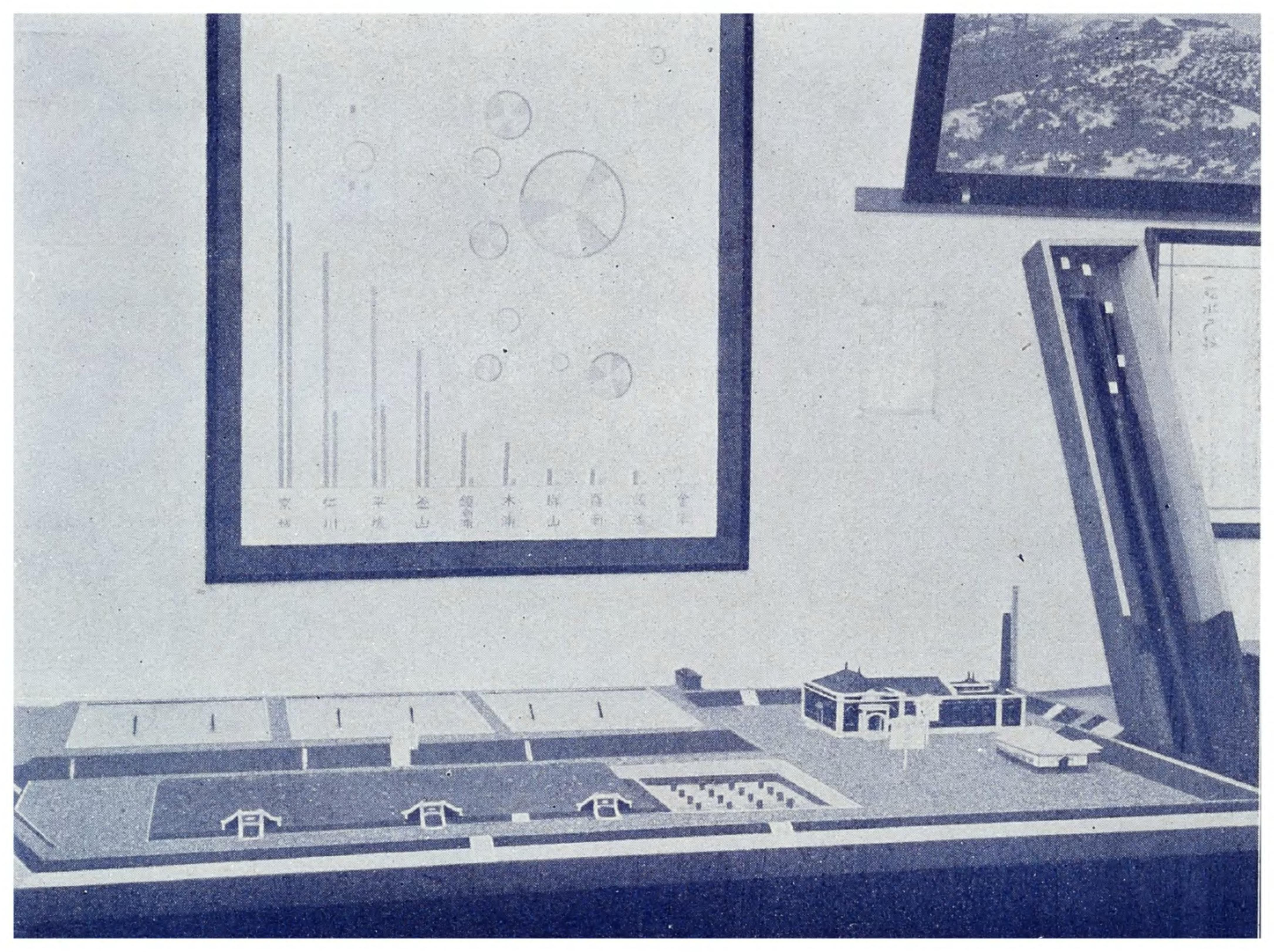
능라도 수원지 모형 : 조선총독부(朝鮮総督府) 사진기록물
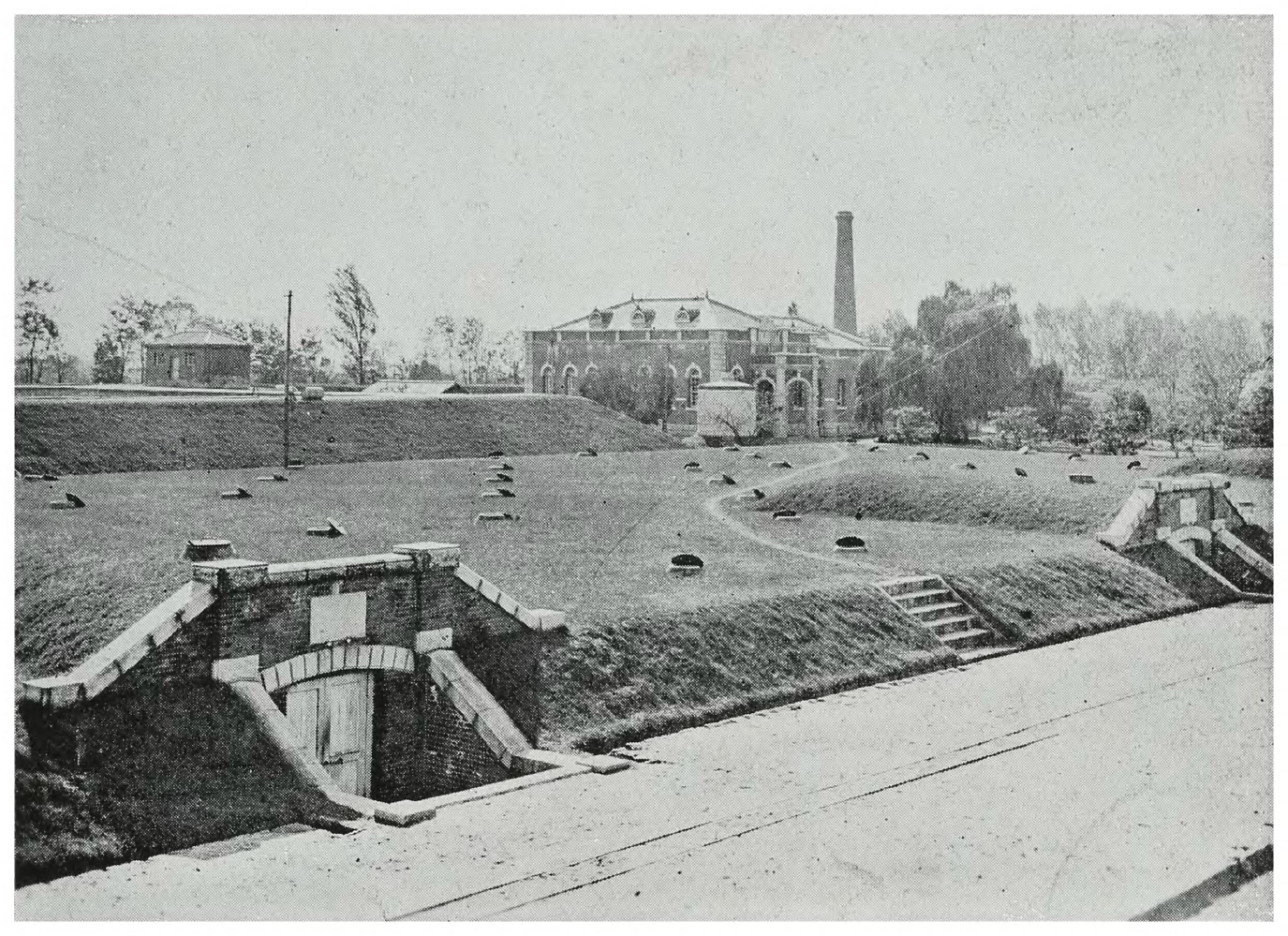
능라도 수원지의 실제 모습. 모형과 꼭 같다. : 조선총독부(朝鮮総督府) 사진기록물
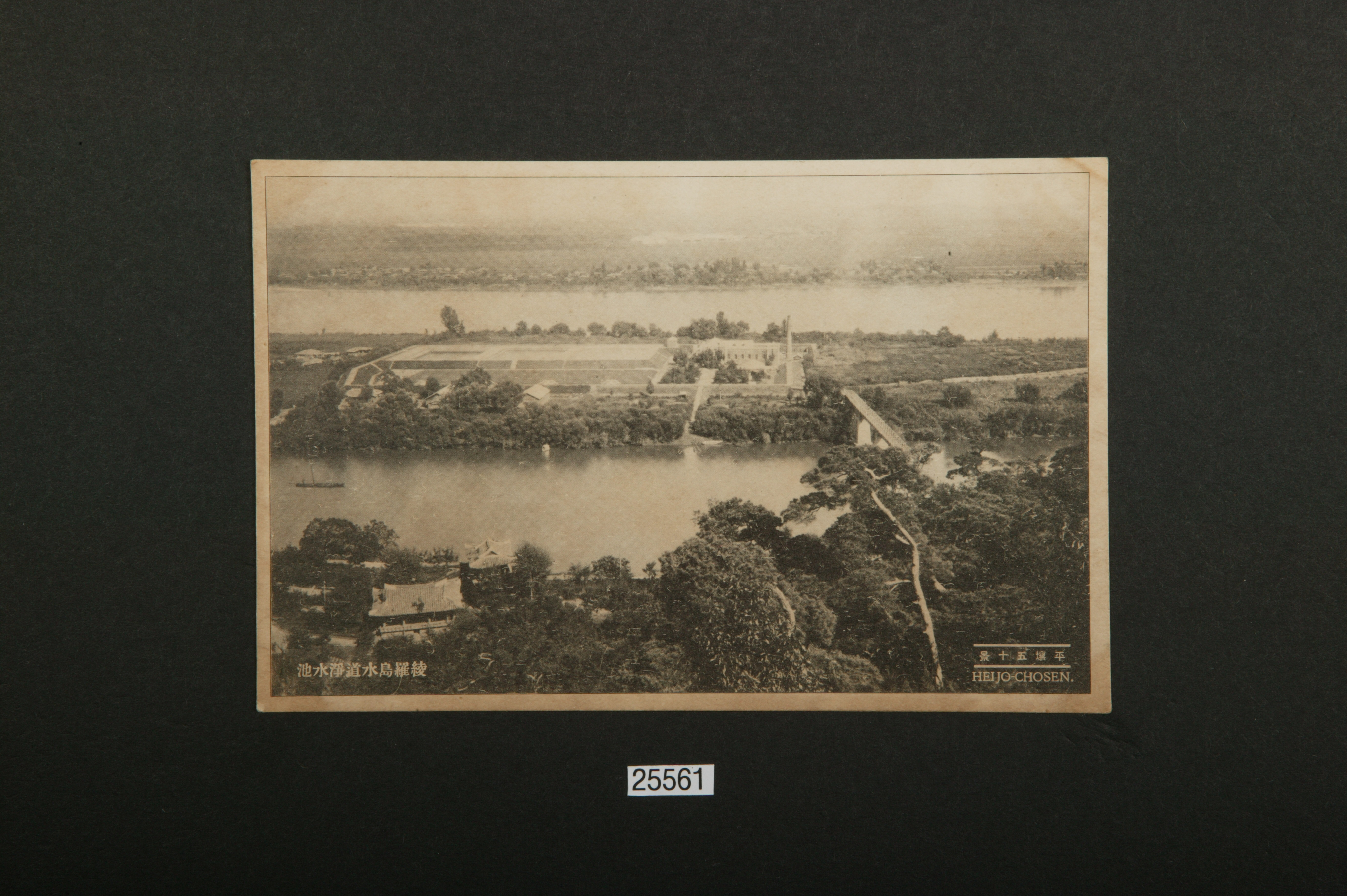
평양 능라도(綾羅島) 수도정수지(水道淨水池)와 거기로 연결된 다리 벽라교(碧羅橋)가 보인다. 정수지의 모습이 모형에 나온 것과 동일하다.
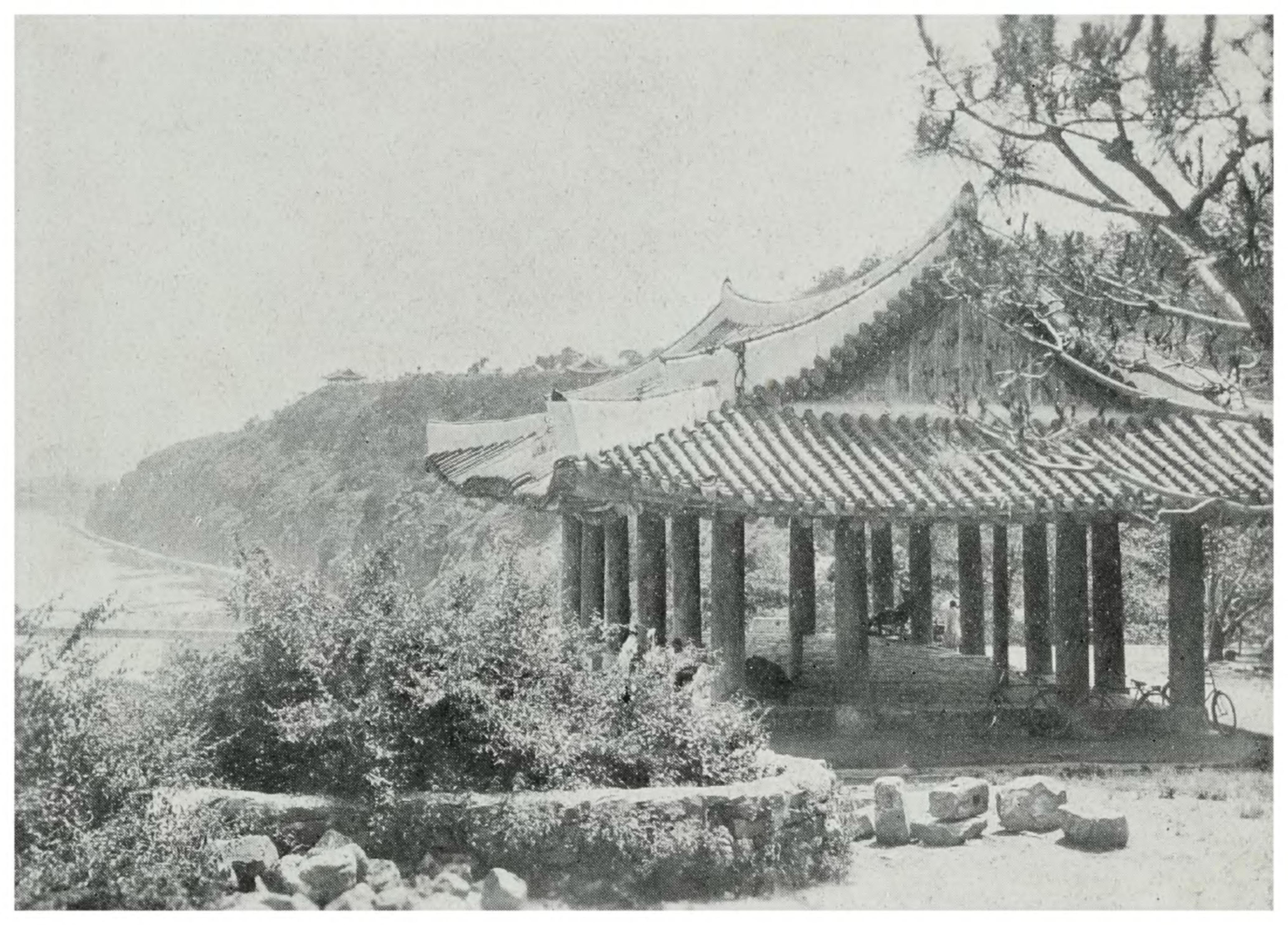
부벽루. 왼편 아래로 벽라교가 보인다.
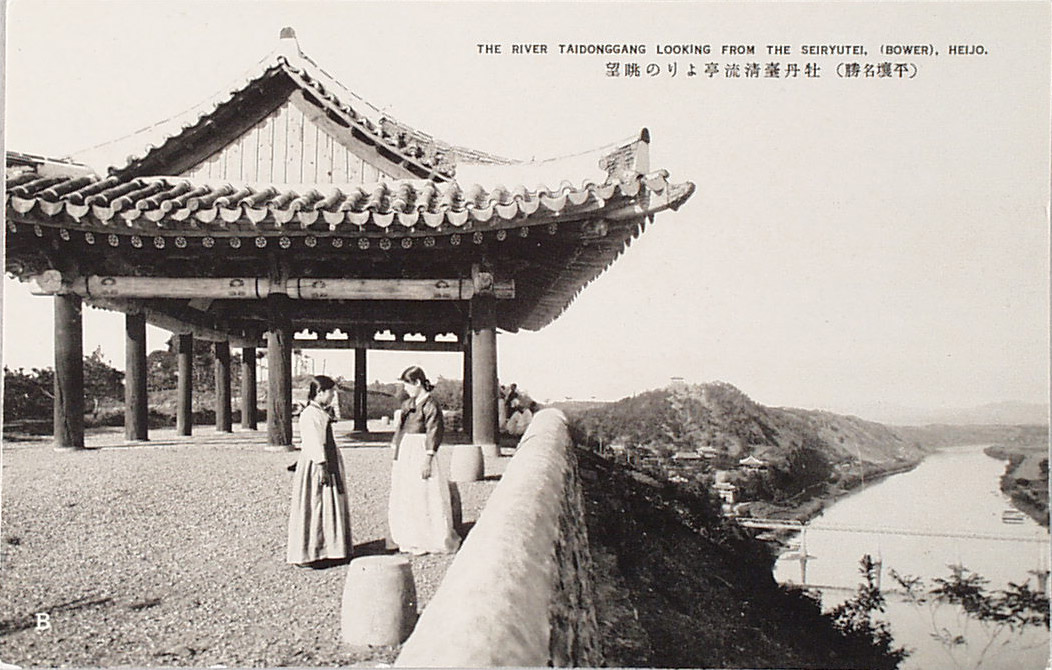
청류정(淸流亭)에서 본 모란대와 대동강. 아래 강 위로 벽라교가 보인다.
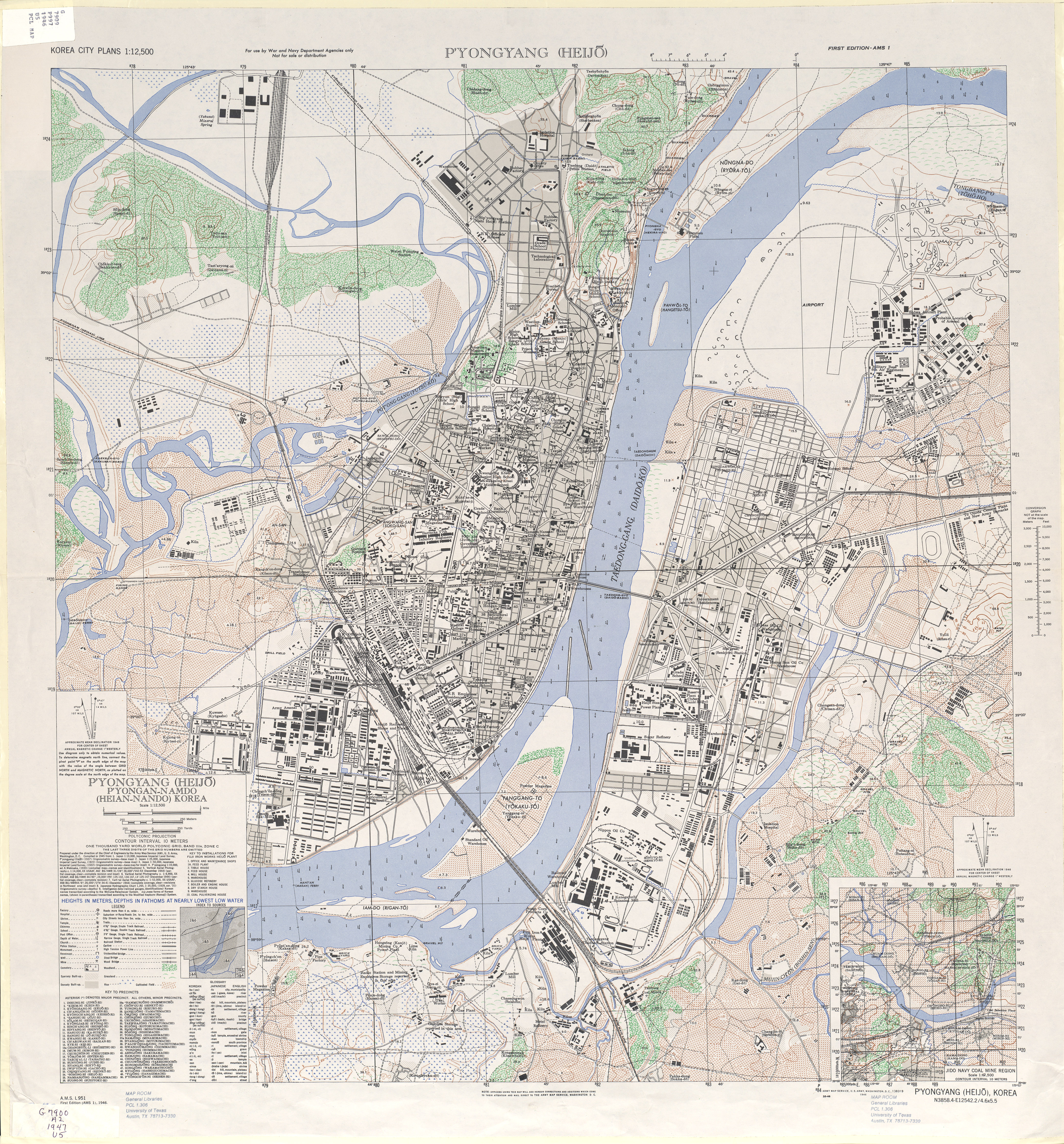
미군이 1946년 작성한 평양지도. 능라도에 정수장 시설과 벽라교가 나와 있다.
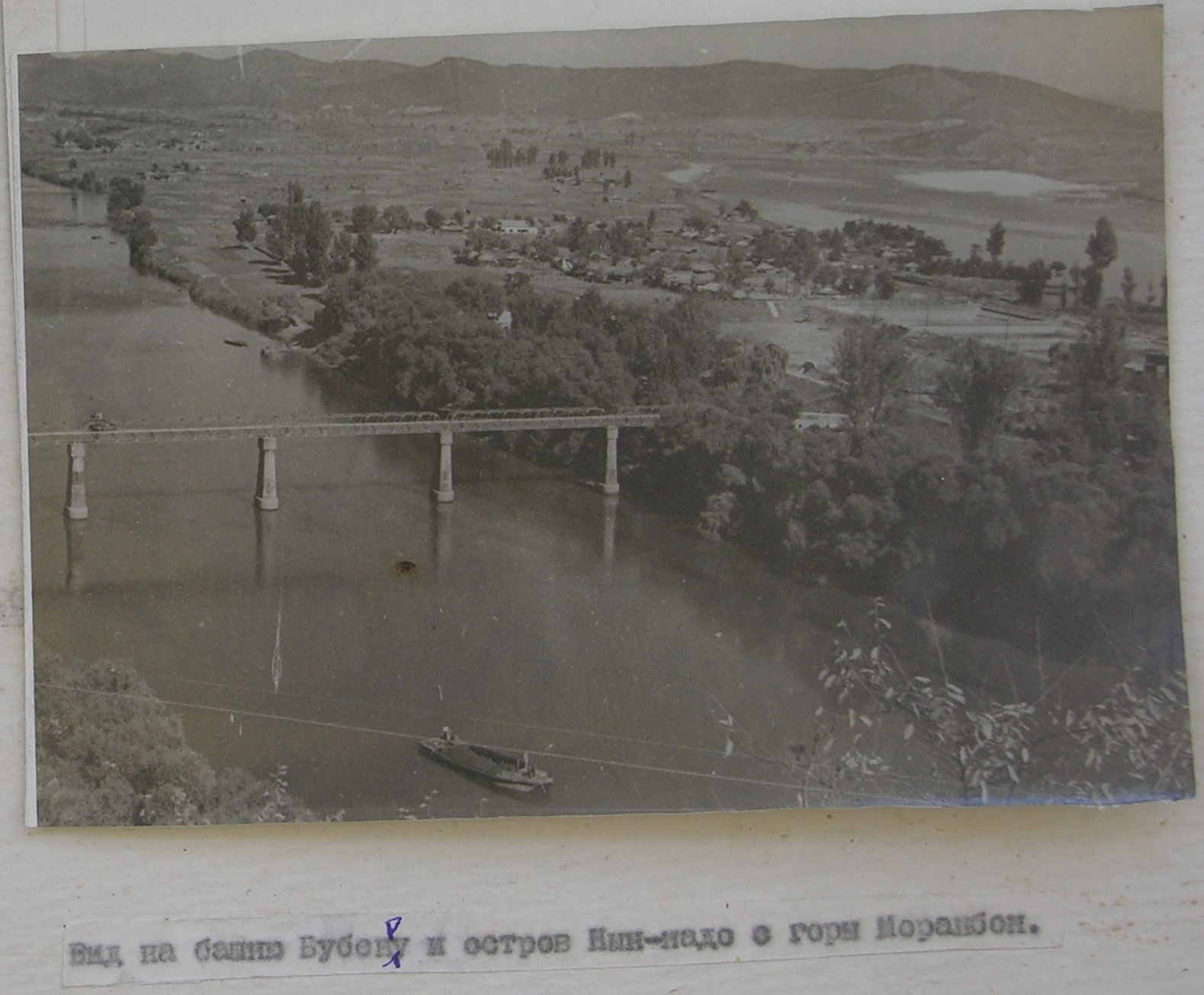
1949년의 능라도와 벽라교. 수원지 정수장도 보인다.
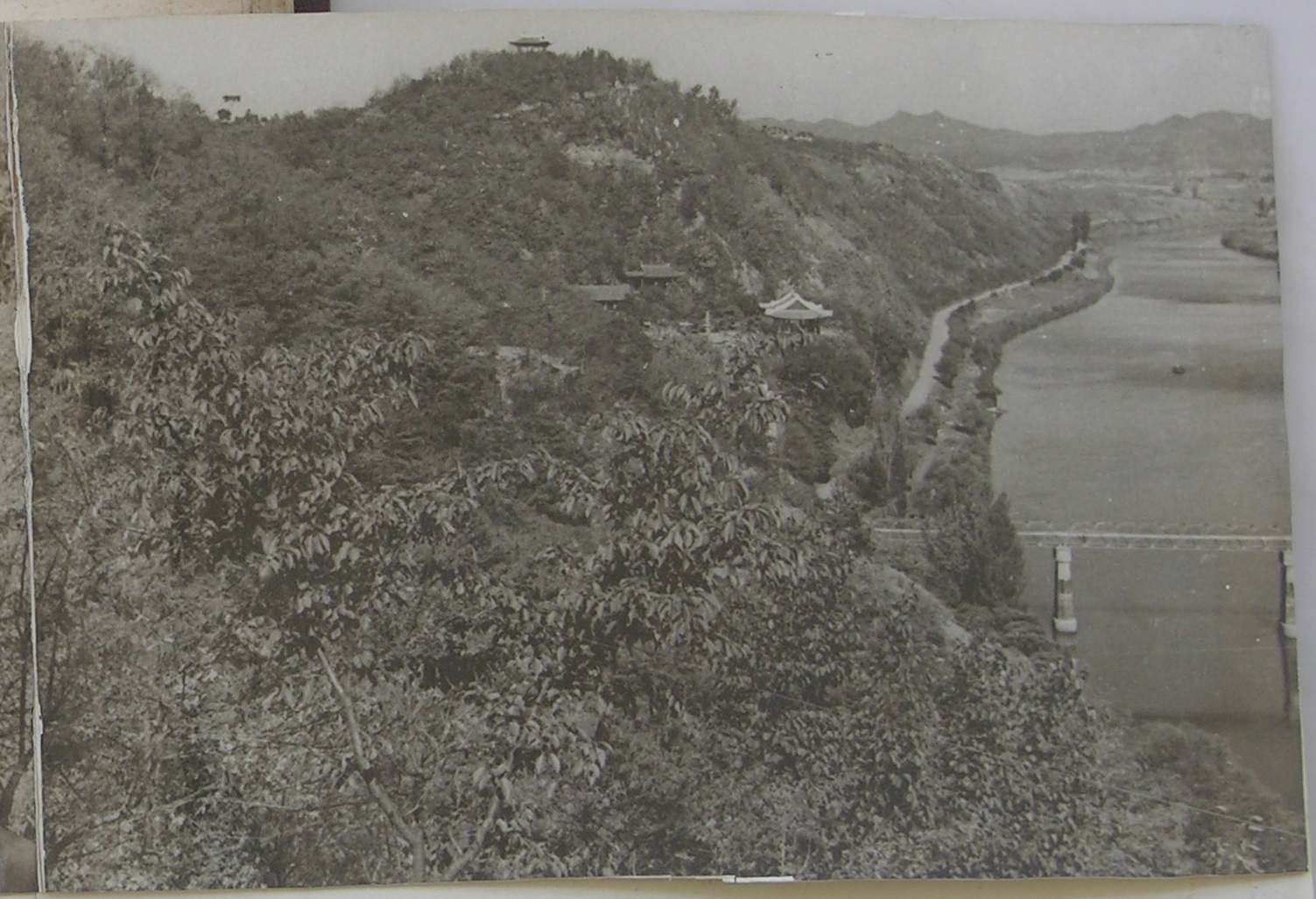
1949년의 모란봉 일대와 벽라교